# Xiaomi Mi 4
Xiaomi Mi4 es un smartphone desarrollado por Xiaomi Inc. Parte de la línea de gama alta de teléfonos inteligentes de Xiaomi,  fue dado a conocer en agosto del 2014. Su presentación tuvo lugar en un evento auspiciado por Xiaomi y fue presentado junto con su complemento, el Xiaomi MiBan.
Similar al diseño del Xiaomi M2, el Mi4 es una versión renovada de su predecesor el Xiaomi Mi3. El teléfono posee un diseño totalmente diferente que su versión anterior. También fue el primer dispositivo de Xiaomi en enviar una versión anterior del sistema operativo móvil de la versión MIUI a MIUI 5, la cual fue presentada en agosto de 2013 en comparación con su sucesor el MIUI 6 que fue presentado en agosto de 2014.

## Historia
Antes de su presentación oficial los medios empezaron a especular por filtraciones de imágenes de algunos prototipos del dispositivo como imágenes de la MIUI 6, dicha información fue acreditada como falsa después. 
Xiaomi anunció el Xiaomi Mi4 y el dispositivo MiBand durante el evento del CNCC realizado el 22 de julio de 2014. Aunque el dispositivo fue anunciado en julio de 2014, este no estuvo disponible en el mercado hasta agosto de 2014 un mes después de ser anunciado.
En agosto del 2014 Xiaomi Mi4 fue dado a conocer en China y en otros países sin embargo Xiaomi opera de manera limitada sus ventas por lo que la empresa creó portales de punto de venta para usuarios de otros países puedan obtener este producto.

## Características

### Sistema operativo y software
El Xiaomi Mi4 cuenta con la característica de MIUI 5 una variante del sistema operativo de Android. La interfaz del usuario de MIUI es similar al iOS de Apple y al TouchWiz de Samsung, además se basa en el sistema de manipulación directa utilizando gestos multitáctiles. Estos elementos de control consiste en sliders, switches y botones. La interacción con el sistema operativo incluye gestos como deslizarse con el dedo, pellizcar, tocar y rotar. 
Su interfaz multi-touch, acelerómetros internos son utilizados por algunas aplicaciones para responder al movimiento del dispositivo (la rotación origina el posicionamiento de la pantalla acorde a la dirección a la que se apunta vertical u horizontal).
El Xiaomi Mi4 se soporta sorprendentemente por su MIUI 5, lanzado el 16 de agosto de 2013 en lugar de la MIUI 6 la cual fue lanzada casi al mismo tiempo que el dispositivo.
Este artefacto incluye una aplicación que permite actualizar su sistema operativo a la última versión de MIUI disponible, añadiendo más funcionalidades como la actualización de la MUI 6 la cual incluye una interfaz similar a la del iOS. Cuenta con otras características pre instaladas como lo es la aplicación de sincronización llamada MiCloud similar al iCloud de Apple.

### ROM de Windows 10
En marzo del año 2015, se anunció que se seleccionó usuarios registrados de los dispositivos Mi 4 en China recibirían un puerto de la ROM del sistema operativo Windows 10 Mobile como una asociación entre Xiaomi y Microsoft. La descarga de la ROM fue lanzada para estos usuarios en junio de 2015, que luego podría poner a prueba el software en sus dispositivos y proporcionar información a Microsoft y Xiaomi.

## Diseño
El dispositivo tiene 5 pulgadas de largo, cuenta con una pantalla táctil totalmente laminada con una resolución de 1080x1920 a 441 ppi. Su botón de inicio es similar al de su predecesor.
El teléfono en sí pesa 149 gramos y utiliza un marco de aluminio compuesto. El dispositivo está disponible en dos colores blanco y negro por el momento sin embargo se espera en un futuro una gama mucho más amplia de colores para los usuarios.

## Hardware
El Xiaomi Mi4 es propulsado por el nuevo Qualcomm Snapdragon 801 (MSM8974-Ac) chipset haciendo a este dispositivo Android el más rápido hasta la fecha de acuerdo con la aplicación de referencia AnTuTu. Su procesador es un quad-core de 2.5 Ghz Krait 400 y su tarjeta de gráficas es un Adreno 330.
El teléfono cuenta con una batería de 3080 mAh que ofrece 280 horas de tiempo en espera. La batería está almacenada dentro de un compartimento. 
Incluye una cámara principal de 13 megapixeles y una cámara secundaria de 8 megapixeles.

## Accesorios
El Xiaomi Mi4  anunció un complemento conocido como el Xiaomi MiBand, que funciona como una alarma inteligente, monitor fitness, rastreador y desbloqueador de teléfono a distancia. Existen diferentes colores para las bandas, su batería puede durar hasta 30 días.